# قيس الهلالي
قيس الهلالي فنان ليبي تُوفي في 20 مارس 2011 (32 سنة)
```
أثناء 
الثورة الليبية 17/2/2011
```

## سيرة
ولد قيس عام 1979 بنغازي- ليبيا بالتحديد منطقة سيدي حسين وكان ترتيبه الثاني بين أخوته، عاش قيس بين إخوته الستة مع والدتهم، عُرف قيس بطيبة قلبه وحبه للخير وروحه المرحة وكان لوالدته الابن والأخ ولأخوته الأخ والأب وحاملاً للمسؤولية بعد وفاة أخيه الأكبر حسين سنة 2004 بسكته قلبية وكان قيس باراً لوالديه ودائم السؤال عليهما ولإنه تحمل مسؤولية عائلته فقد عمل أعمال كثيرة في عدة مجالات لكي يستطيع أن يوفر لأخوته سبل الحياة وأبسط مقوماتها ولذلك لم يكمل دراسته وقد تحصل فقط على الشهادة الثانوية ولكن ولدت هواية الرسم معه وتعددت مجالاته كالتشكيل على الرمال وغيرها لازمته منذ صغره، فقد استضيف قيس في برنامج قد اعد على التلفزيون الليبي «أطيب الأوقات» مع أحمد أنور وهو لم يتجاوز الثامنة من عمره لرسمه جندياً ممتطي حصاناً ولأنه اكتسب هواية الرسم من والد امه وبتشجيع من أهله وأصدقاءه على أن ينمي هذه الهواية ويطورها بداخله كان قيس يرسم ويتقاضى على تعبه وفنه، كان حلمه أن يعرف الناس برسوماته وفنه ومجهوداته ولكن بلاده لم تتح له هذه الفرصة، كان قيس في وقت فراغه يرسم على الأوراق والجدران وقد كان هذا اغلب تعبيره على قلة كلامه حتى على حائط (الكرنيش) إلى أن عرف هناك برسام الكرنيش، ولكن عادةً كان ملاحق من قبل الشرطة بسبب رسومه على الجدران بادعاءات انه يُفسد ممتلكات العامة وهذه كانت إحدى معوقات الحياة لديه. إلى أن قامت ثورة السابع عشر من فبراير أتاحت له الحماس والمعناويه وكان لديه أمل أن يتحقق حلمه وأن يبرز فنه وكان يعبر أيضاً عن فرحته بهذه الثورة لردع الظلم بما قاساه في حياته برسمه كاريكاتير للقذافي على الأوراق أمام محكمة الشمال وعلى الجدران إلا أن رسوماته على هذه الجدران بقيت لكي تخلد ذكراه في قلوب كل الليبيين الأحرار، كان في قسم الإعلام بالمحكمة لدي المجلس وعضواً في جمعية 17 فبراير الخيرية .

## وفاته
وفي يوم 20 مارس 2011 كان يوم وفاته حيث قام بعض من الأشخاص مجهولي الهوية ويعتقد انهم لجان ثورية[بحاجة لمصدر] لاغتياله في استيقاف للجنة وهمية في منتصف الطريق لطابلينو حيث أطلقو عليه الرصاص إلى أن أصيب في رقبته مما أدت إلى وفاته وهو في طريقه للمنزل.

قبلها بلحظات كان قد رسم وجه القذافي على الأرض في جزيرة تعرف بـ(جزيرة الجعب) في بنغازي وكتب عليها قيس ميدان شهداء مصراته تذكيراً بما عانته مدينة مصراته.